# 20 Years of Jethro Tull
20 Years of Jethro Tull (1988), je „box set“, na kterém je představeno prvních dvacet let tvorby skupiny Jethro Tull. 
První vydání obsahovalo pět vinylových LP: Radio Archives, Rare Tracks, Flawed Gems, Other Sides of Tull, and The Essential Tull. Další vydání bylo přepracováno na tři CD a nazváno 20 Years of Jethro Tull: The Definitive Edition. Byl též vytvořen výtah na samostatném CD a double LP album, s názvem 20 Years of Jethro Tull: Highlights.

## Data vydání
- (UK) 27. června 1988
- (U.S.) 26. července 1988

## Seznam stop
Seznam stop uvedených dále platí pro vydání na třech CD, nazvané Definitive Edition.

### CD1 Radio Archives and Rare Tracks
(Rozhlasové archivy a vzácné nahrávky)
1. Song For Jeffrey – 2:47 (BBC Sessions)
2. Love Story – 2:43 (BBC Sessions)
3. Fat Man – 2:55 (BBC Sessions)
4. Bourée – 4:04 (BBC Sessions)
5. Stormy Monday Blues – 4:05 (BBC Sessions)
6. A New Day Yesterday – 4:19 (BBC Sessions)
7. Cold Wind To Valhalla – 1:32
8. Minstrel In The Gallery – 2:08
9. Velvet Green – 5:52
10. Grace – 0:33
11. Jack Frost and The Hooded Crow – 3:20
12. I'm Your Gun – 3:18
13. Down At The End Of Your Road – 3:30
14. Coronach – 3:52
15. Summerday Sands – 3:45
16. Too Many Too – 3:27
17. March The Mad Scientist – 1:47
18. Pan Dance – 3:24
19. Strip Cartoon – 3:16
20. King Henry's Madrigal – 2:58
21. A Stitch In Time – 3:38
22. 17 – 3:07
23. One For John Gee – 2:04
24. Aeroplane – 2:16
25. Sunshine Day – 2:26

### CD2 Flawed Gems and Other Sides Of Tull
(Poškozené drahokamy a další tváře Tull)
1. Lick Your Fingers Clean – 2:47
2. The Chateau D'Isaster Tapes – 11:09
3. Beltane – 5:17
4. Crossword – 3:34
5. Saturation – 4:23
6. Jack-A-Lynn – 4:41
7. Motoreyes – 3:39
8. Blues Instrumental (Untitled) – 5:15
9. Rhythm In Gold – 3:04
10. Part Of The Machine – 6:45
11. Mayhem, Maybe – 3:04
12. Overhang – 4:27
13. Kelpie – 3:32
14. Living In These Hard Times – 3:09
15. Under Wraps 2 – 2:14
16. Only Solitaire – 1:28
17. Salamander – 2:49
18. Moths – 3:24
19. Nursie – 1:32

### CD3 The Essential Tull
(Základy Tull)
1. Witch's Promise – 3:50
2. Bungle In The Jungle – 3:33
3. Farm on the Freeway – 6:33
4. Thick as a Brick – 6:32
5. Sweet Dream – 4:32
6. The Clasp – 3:30
7. Pibroch (Pee Break) / Black Satin Dancer – 4:00
8. Fallen on Hard Times – 3:59
9. Cheap Day Return – 1:22
10. Wond'ring Aloud – 1:58
11. Dun Ringill – 3:00
12. Life's a Long Song – 3:17
13. One White Duck / 010 = Nothing at All – 4:37
14. Songs from the Wood – 4:29
15. Living in the Past – 4:07
16. Teacher – 4:43
17. Aqualung – 7:43
18. Locomotive Breath – 6:00